# 统计素养
统计素养（Statistical literacy）是指理解和推理统计学和数据的能力。理解和使用数据或基于数据的论点的能力对于公民理解诸如报纸、电视和互联网等媒介中呈现的内容至关重要。然而，科学家也需要培养统计素养，以便能够进行严格且可重复的研究，并能够正确解读他人的研究成果。数感（Numeracy）是统计素养的一部分。在某些统计素养模型中，或者针对某些群体（例如幼儿园到12年级/中学毕业的学生），数感是一项必要的先决技能。统计素养有时被认为包括批判性地评估统计材料的能力，以及理解统计方法对生活各个方面的相关性，或评估、设计和/或生产科学工作。

## 推广
人们每天都会被统计信息淹没，例如广告中的声明（“五位牙医中有四位推荐”）、新闻报道中的数据（“民意调查显示现任者领先四个百分点”），甚至是日常交流中的表达（“一半时间我都不知道你在说什么”）。专家和倡导者经常使用数据来支持他们的论点，而统计素养是帮助人们理解专家的意思以及判断哪些倡导者值得信赖的重要技能。这很重要，因为统计数据可能会被用来呈现误导性但看似有效的结果。统计素养倡导者的目标是改善公众对数字和数据的理解。
健康决策通常表现为统计决策问题，但很少有医生或患者能够很好地处理这些数据。
民意调查的结果经常被新闻机构引用，但此类调查的质量差异很大。理解抽样技术对于正确解读调查结果至关重要。样本规模可能太小而无法得出有意义的结论，样本可能是有偏差的。问卷问题的措辞可能会引入偏差，甚至可能被故意设计以产生偏向性结果。好的调查会使用无偏技术，并在问题设计和调查策略上投入大量时间和精力。统计素养对于理解民调的可信度及正确评估民调结果和结论的价值至关重要。
因此，世界各地有许多项目旨在推广或提高统计素养。例如，许多官方统计机构（如加拿大统计局和澳大利亚统计局）在学校中开展教育计划，帮助学生了解统计的本质。国际统计学会的国际统计素养项目是唯一专注于促进国家统计素养计划和运动的国际组织。通过众多资源、活动以及国际专家的努力，该项目在全球范围内取得了成功。在2010年，皇家统计学会启动了一项为期十年的统计素养推广活动，以响应其皇家宪章中促进公众理解统计学的义务。

## 应用场景
科学实验、商业模型和报表中都涉及统计学。参与这些领域的人通常需要学习统计量（例如平均值和标准差）的意义。许多大学和学院将统计学导论课程列为专业课程的一部分。
数据可视化可以帮助人们理解数据，也可能导致误解。
研究表明，人类对概率的估计受到上下文和措辞的显著影响。统计推理可能难以培养和完善，因此这种推理方式常被认为是不直观的。例如，人们通常低估自己卷入车祸的概率，因为日常与车辆的互动让他们觉得车辆比实际更安全。同样，由于媒体或其他影响，他们往往高估自己遭遇鲨鱼袭击的可能性。
赌博是统计素养不足可能造成高成本的一个场景。 简单的概率理论可以帮助人们评估或计算机会游戏中的概率。然而，大多数人无法准确估算，例如，在扑克游戏中拿到“黑桃”的概率。不理解这些概率可能导致下注过多或过少。 通过课堂教学、教科书示例和其他方法提高统计素养和概率知识，可以帮助公民做出更明智的决定。
统计素养的定义和相关观点在历史上有所变化。1940年之前，某些统计技能已经被纳入科学领域，并开始在小学教授。近来，人们对统计素养的期望有所提高。统计素养在现代社会的重要性也越来越受到关注。